# فيفيك كريشنا
فيفيك كريشنا (12 سبتمبر 1990 في الهند - ) هو لاعب كريكت هندي.

## وصلات خارجية
- فيفيك كريشنا على موقع إي آس بي آن كريك إنفو (الإنجليزية)